# Governo mondiale
Il governo mondiale è un concetto alla base del quale vi sarebbe un'unica entità politica internazionale, quella di uno stato centralizzato in grado di governare su tutti gli Stati del mondo.
Attualmente nessuno Stato ha dichiarato apertamente di voler realizzare un "governo planetario" anche se alcuni considerano certi istituti internazionali come la Corte penale internazionale, le stesse Nazioni Unite, il Fondo monetario internazionale e le varie unioni sovranazionali come l'Unione europea come l'inizio di una politica fortemente comunitaria che porterebbe in un prossimo futuro verso un regime di governo al livello mondiale.

## Storia

### Età antica e moderna
L'idea di un governo mondiale che potesse garantire la pace e la convivenza tra tutte le popolazioni umane era presente già all'epoca dei Greci e dei Romani e, in tempi più recenti, anche nel XIV secolo con il trattato politico di Dante Alighieri, De Monarchia. Nel 1625, il grande giurista olandese Ugo Grozio scriveva la sua più importante opera De iure belli ac pacis (ovvero Il diritto di pace e di guerra) che viene considerato il punto di partenza dell'attuale diritto internazionale. L'idea della federazione iniziava a farsi strada durante il XVIII secolo quando si formò (1788) uno dei più grandi Stati federali dei nostri tempi, ovvero gli Stati Uniti. Nel 1795, Immanuel Kant scrisse un saggio in cui affermava che per la definitiva organizzazione degli affari umani e per impedire che la guerra e l'anarchia dominassero il nostro pianeta fossero necessari tre requisiti fondamentali:
- la costituzione civile di ogni stato deve essere di tipo repubblicano;
- il diritto di ogni nazione deve concepire una federazione di stati liberi;
- in merito ai diritti delle persone, come cittadini del pianeta Terra, questi devono essere limitati alle condizioni di universale ospitalità (ovvero che le persone non appartenenti a una particolare nazione o paese possono transitarvi in quella nazione solo per visitarla e non possono rimanerci se non gli si viene chiesto).

È importante sottolineare che gli Stati o le nazioni che hanno cercato di unificare tutti i popoli e tutte le regioni del mondo avevano un governo di tipo monarchico o sotto forma di dittatura. È il caso dell'impero di Alessandro Magno, dell'Impero mongolo o dell'Impero britannico che arrivò a conquistare circa un terzo del mondo allora conosciuto. L'impero britannico è stato l'impero che ha riunito una maggior quantità di territorio al livello storico, nessun altro impero riuscì a governare una quantità maggiore di territori o di regioni.

### Gli sviluppi nel XIX secolo
Nel 1811, il filosofo tedesco Karl Christian Friedrich Krause ha suggerito, in un suo trattato intitolato L'archetipo dell'umanità (Das Urbild der Menschheit), la formazione di cinque federazioni regionali: Asia, Europa, America, Africa e Australia correlati a un governo planetario di tipo democratico. Tra il 1852 e il 1892

Tra il 1852 e il 1892 Bahá’u’lláh fondò e divulgò la Fede bahá’í; una Fede presente e attiva ora in quasi tutte le Nazioni che, tra i suoi obiettivi d’unità, avanza e propone al mondo la pace internazionale e l’arbitrato internazionale, tramite la fondazione d’una "federazione paritetica delle nazioni". Bahá’u’lláh chiarisce che: La Terra è un solo Paese e l'umanità i suoi cittadini. L'istituzione di un massimo governo federale e di un supremo suo tribunale andrà allora sostenuta da un esercito internazionale e sovranazionale a prevenzione e difesa di tutti i popoli da inverosimili prevaricazioni, che andranno forzatamente risolte per via legale, permettendo così il disarmo degli Stati, ponendo a tutela dell’umanità un'unica partecipata e condivisa sicurezza militare. Ciò donerà a tutti enormi benefici.
La necessaria politica internazionale auspicata nel pensiero bahá’í è, in ultima analisi, una risposta alla urgenze organizzative, aggregative e connettive della complessità umana in una sorta di comunione culturale, scientifica, politica e spirituale, che può pacificare definitivamente il mondo. 

In seguito al formarsi e affermarsi degli Stati Uniti d'America, che riunirono oltre 50 stati in un unico Stato federale che concede una grande autonomia ai singoli stati membri ma che decide sulle questioni come la difesa o sull'economia, anche la Svizzera (1848) e il Canada (1867) hanno costituito singolarmente le proprie federazioni multinazionali, unendo popolazioni con differenti lingue, culture e religioni in un unico governo comune. Ulysses S. Grant in proposito dichiarò:
Molti congressi internazionali di pace si sono svolti in Europa, ogni due anni a partire dal 1843, ma persero il loro slancio dopo il 1853 in seguito alla guerra in Crimea in Europa e alla guerra civile negli Stati Uniti. Alcune organizzazioni internazionali hanno iniziato a formarsi alla fine del XIX secolo, come la Croce rossa internazionale nel 1863, l'Unione telegrafica nel 1865 e l'Unione postale nel 1874.
L'aumentare del volume del commercio internazionale verso la fine del XIX secolo accelerò le formazioni di altre organizzazioni internazionali e, prima dell'inizio della prima guerra mondiale ne erano presenti più di 450. Il supporto necessario per la creazione di un diritto mondiale è cresciuto proprio in questo periodo. Nel 1873 il belga Jurist Gustave Rolin creò l'Istituto di diritto internazionale, che riuscì tra l'altro a realizzare dei seri progetti di politica internazionale. Nel 1883, James Lorimer ha pubblicato Gli Istituti di diritto delle nazioni, in cui ha analizzato l'idea di un governo mondiale con una legislazione omogenea. Il primo "embrione" di un parlamento globale, chiamata Unione inter-parlamentare Europea, fu realizzata nel 1886 da Cremer e Passy ed era composto da legislatori di molti Stati.

### Il XX secolo e la prima guerra mondiale
Dopo la fine della prima guerra mondiale venne creata la Società delle Nazioni, con lo scopo di dirimere e prevenire ulteriori conflitti globali; nell'ambito della dottrina politica dell'URSS il trotskismo ha teorizzato l'uso dell'Armata Rossa per portare la rivoluzione negli altri Paesi. Tuttavia Stalin, più che utilizzare l'azione militare diretta, ha preferito rendere l'Unione Sovietica un paradiso del socialismo che avrebbe indotto gli altri Stati a imitarne il modello di sviluppo.
Shoghi Effendi nel periodo interbellico auspicò la formazioni di un governo mondiale, basato su di un parlamento mondiale eletto dai popoli del mondo, e dotata, inoltre, di un tribunale internazionale per dirimere le eventuali contese su divergenti interessi tra nazioni ed evitare la guerra con sentenze vincolanti fatte in tal caso valere da un costituendo unico esercito mondiale, con susseguente abolizione degli eserciti nazionali destinati a divenire obsoleti.
Adolf Hitler, nelle basi ideologiche del nazismo, riteneva la razza ariana tedesca fosse superiore alle altre e quindi destinata a dominarle, voleva conquistare il mondo e rendere Berlino (secondo i piani la città sarebbe stata rinominata Welthauptstadt Germania) quale futura capitale mondiale.

### La seconda guerra mondiale
Durante la seconda guerra mondiale e già prima della conclusione del conflitto mondiale, erano in molti a ritenere che dovesse essere creato un organismo decisionale internazionale atto a impedire che altre guerre mondiali potessero interessare l'intero genere umano. Nel 1945 nacquero, di conseguenza, le Nazioni Unite che nel 1948 adottarono la Dichiarazione universale dei diritti dell'uomo. In molti ritengono che le Nazioni Unite non siano altro che un forum atto alla semplice discussione tra i governi sovrani di tutto il mondo ma che in sostanza non potrebbe evitare un conflitto tra le superpotenze del pianeta. Un certo numero di persone importanti, come Albert Einstein, Winston Churchill, Bertrand Russell e il Mahatma Gandhi ritenevano che fosse indispensabile una graduale formazione di un governo planetario con assetto federativo.
Nel 1943 Wendell Willkie pubblicò per la prima volta il suo libro One world che vendette più di due milioni di copie. Un altro libro pubblicato nel 1945 da Emery Reves, L'anatomia della pace, descriveva le modalità con cui le Nazioni Unite dovessero divenire gradatamente il centro nevralgico del potere esecutivo e legislativo planetario.
Movimenti simili si formarono anche in altri paesi, come nel 1947, quando la United World Federalists (più tardi rinominata come Citizens for Global Solutions) sosteneva più di 800 000 iscritti.

### Il secondo dopoguerra e le "Nazioni Unite"
Gli anni immediatamente successivi alla conclusione della seconda guerra mondiale fino agli anni cinquanta furono caratterizzati da una forte spinta unitaria internazionale. Si usciva infatti da un terribile periodo di scontri e conflitti sanguinosi e per questo si voleva che in futuro simili carneficine fossero evitate. 
In Francia, nel 1948, Garry Davis iniziò un discorso non autorizzato nel palazzo delle Nazioni Unite durante una riunione dell'ONU ma fu allontanato dalla seduta dalle guardie. Lo stesso Davis rinunciò alla sua cittadinanza americana per intraprendere una registrazione di tutti i cittadini appartenenti alla Terra; in meno di due anni egli sostenne di aver raggiunto quota 750 000 iscritti. Un sondaggio di opinione, eseguito dall'UNESCO nel 1948-1949 per la formazione di un governo mondiale, trovò l'adesione di sei Stati europei e il no di tre Stati (Australia, Stati Uniti, Messico). Il 4 settembre 1953, Garry Davis annunciò la formazione di un "governo mondiale per i cittadini terrestri" basato su tre regole mondo: un Dio, una Terra, una sola Umanità. Seguendo inoltre la Dichiarazione universale dei diritti dell'uomo e in particolare riferendosi all'articolo 21, Davis creò la United World Service Authority con sede a New York come il centro amministrativo del suo nuovo governo. Il suo primo compito era quello di rilasciare un passaporto mondiale e al giorno d'oggi oltre 800 000 di questi documenti sono stati stampati.
L'antropologo Adamson Hoebel concluse il suo trattato per ampliare la tradizione del realismo legale in nazioni non-occidentali.
Mentre l'Europa veniva attraversata da una forma di entusiasmo per il federalismo multinazionale, nei decenni a venire il pessimismo per la formazione di una federazione di interesse mondiale iniziò a dilagare, visto anche lo scoppio della guerra fredda (1950-1990). Il movimento perse importanza fino a diventare un piccolo centro di attivisti e l'idea di una federazione internazionale scomparve dai discorsi pubblici.

### Dagli anni 1990 a oggi
In seguito al collasso dell'Unione Sovietica nel 1991, l'interesse verso un governo di portata mondiale e, in generale, verso la comune difesa, si rinnovò. Il più importante e visibile conseguimento per una formazione di una federazione internazionale avvenne durante gli anni novanta e precisamente nel 1998 con lo statuto di Roma che sancì la formazione della Corte penale internazionale, formatasi nel 2002. In Europa, gli sforzi per la creazione di un organo decisionale unitario ebbero un periodo di maggior splendore, partendo dal 1952, come semplice accordo commerciale tra più stati, fino al trattato di Maastricht nel 1992 che stabilì il nome dell'unione (Unione europea). L'Unione europea si è espansa (1995, 2004, 2007 e 2013) comprendendo oltre mezzo miliardo di persone in ventisette aesi.
Seguendo l'esempio dell'Unione europea, si sono formati l'Unione africana nel 2003 e l'Unione delle nazioni sudamericane nel 2004.

## Descrizione generale
Affinché tale forma di governo si realizzi, sarebbe necessario che i singoli Stati rinuncino al diretto controllo delle loro terre per sopperire a una burocrazia di amministratori e governatori scelta direttamente da quel "governo". Tale tipo di governo, aggiungerebbe un nuovo gradino al livello di potere politico e amministrativo finora conosciuto: questo livello sarebbe sovranazionale e offrirebbe la diretta coordinazione delle principali aree della Terra in modo da consentire la stabilità delle regioni soggette a continui atti di terrorismo o di rivolta.
Ci sono numerosi organismi, istituzioni, sindacati, coalizioni, accordi e contratti tra i vari Stati sovrani ma, tranne nei casi in cui una nazione è sotto occupazione militare da parte di un altro Stato, tutti gli accordi di questo tipo dipendono dal consenso delle nazioni partecipanti. Pertanto, l'uso della violenza non è proibito in tutto il mondo ed è controllato dalla minaccia dell'uso della violenza o di ritorsione attraverso le sanzioni (cfr. Gene Sharp), in modo che tale minaccia proibisca a una nazione di aggredirne un'altra.

## Le organizzazioni internazionali principali
Le organizzazioni internazionali sono le seguenti:

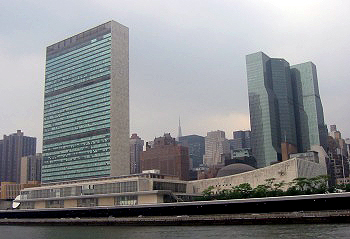
La sede centrale dell'ONU (il Palazzo di vetro) a New York

- Le Nazioni Unite è il principale organo ultra-nazionale, è l'unico ad aver acquisito portata internazionale poiché vanta l'adesione di 193 governi. In aggiunta ad alcuni organi e organizzazioni di volontariato delle Nazioni Unite si possono trovare anche venti organizzazioni affiliate con il Consiglio economico e sociale delle Nazioni Unite come l'Organizzazione mondiale della sanità, l'Organizzazione internazionale del lavoro, l'Unione internazionale delle telecomunicazioni. Di particolare interesse sono la Banca Mondiale, il Fondo monetario internazionale e l'Organizzazione mondiale del commercio.
- La Banca mondiale e il Fondo monetario internazionale si sono formate al Mount Washington Hotel a Bretton Woods, New Hampshire, Stati Uniti nel luglio del 1944 per promuovere la cooperazione monetaria mondiale e la lotta contro la povertà e di aiutare finanziariamente gli Stati bisognosi, e l'Organizzazione mondiale del commercio impone le regole valide al livello internazionale per il libero commercio. Essa presenta già un modello semi-legislativo (con il "consiglio generale" che decreta delle leggi in base ai consensi) grazie anche al The Dispute Settlement Body che esercita una funzione giudiziaria. Un altro organo importante è l'Organizzazione per la cooperazione e lo sviluppo economico che vanta la presenza di trenta membri democratici.
- G8 l'associazione delle otto più ricche e tecnologicamente avanzate democrazie. I leader del G8 si incontrano di persona annualmente per coordinare le loro politiche per affrontare delle questioni globali, come la povertà, il terrorismo, le malattie infettive e il cambiamento climatico.
- Dal punto di vista militare, le Nazioni Unite possiedono una forza di pace, in genere utilizzata per garantire e mantenere un periodo di pace dopo un determinato conflitto in un determinato paese. Quando avvengono casi eccezionali di guerre di portata anche mondiale, altre organizzazioni regionali multinazionali entrano in gioco (per esempio la NATO che è intervenuta nella guerra in Iraq).
- Il diritto internazionale comprende i trattati internazionali, le dogane e nel complesso i principali elementi giuridici. Con l'eccezione di casi portati davanti alla Corte penale internazionale, le leggi vengono interpretate dai tribunali nazionali. Molte violazioni del trattato o del diritto consuetudinario sono molto spesso trascurati.
- La Corte internazionale di giustizia è l'organo giuridico delle Nazioni Unite. Essa fa da arbitro nelle dispute tra gli Stati e fornisce pareri su questioni giuridiche, che le sono sottoposti da parte di altri organi delle Nazioni Unite, come l'Assemblea generale delle Nazioni Unite o del Consiglio di sicurezza delle Nazioni Unite.

Un recente sviluppo del diritto internazionale ha portato alla formazione della Corte penale internazionale, il primo vero e permanente organo in grado di impedire che i maggiori crimini contro l'umanità rimangano impuniti. Il trattato per la formazione dei questo organo è stato firmato da 139 governi nazionali, di cui 100 ratificarono la legge entro l'ottobre del 2005.
In aggiunta alle organizzazioni formali o semi-formali presenti in tutto il mondo, ci sono altri elementi atti a regolare le attività umane oltre i confini nazionali. In particolare, gli scambi internazionali di merci, servizi e valute (il "mercato globale"), hanno un enorme impatto sulla vita delle persone in quasi tutte le parti del mondo e questo ha favorito la creazione di una profonda interdipendenza tra le nazioni (globalizzazione). Le aziende multinazionali, alcune con risorse superiori a quelle disponibili per la maggior parte dei governi, disciplinano le attività delle persone su scala globale mentre il rapido aumento del volume delle comunicazioni digitali e dei mass-media (ad esempio, Internet e la televisione via satellite), ha permesso alle informazioni, alle idee e alle opinioni a diffondersi rapidamente in tutto il mondo, la creazione di una complessa rete di coordinamento internazionale, la maggior parte al di fuori del controllo di qualsiasi organizzazione formale o legislativa.

## Unioni sovranazionali regionali

### L'Unione europea
Il più rilevante modello rappresentativo di un modello federale internazionale potrebbe essere quello dell'Unione europea che unisce un largo gruppo di paesi, talvolta ostili, diffusi su una superficie geografica molto ampia e comprendente oltre 500 milioni di persone. Al momento l'Unione europea si sta ancora evolvendo e ha acquisito gli attributi giusti per essere definita come un governo federale con dei confini aperti tra i vari Stati membri, un parlamento eletto direttamente dal popolo e un sistema economico centralizzato.
L'esempio dell'Unione europea è stato seguito anche dagli Stati africani che nel 2002 hanno formato l'Unione africana mentre sulla stessa scia troviamo la Comunità delle Nazioni del Sud America, l'Organizzazione degli Stati dell'America centrale e l'Associazione delle Nazioni del Sud-est asiatico. Una moltitudine di associazioni regionali sono a differenti stadi di sviluppo verso una crescita economica misurate e talvolta anche verso una integrazione politica.

### L'Unione africana
L'Unione africana consiste in un'organizzazione di 55 stati africani creatasi verso la fine del 2001. Essa nacque dalle ceneri della Comunità economica africana e dell'Organizzazione dell'unità africana. Lo scopo ultimo di questa unione sovranazionale è quello di usufruire di una moneta unica e una forza di difesa condivisa oltre che permettere che l'Africa garantisca la democrazia e il rispetto dei diritti umani e alla promozione di uno sviluppo economico e demografico sostenibile.

### L'ASEAN
L'ASEAN (in inglese "Association of Southeast Asian Nations" - "Associazione delle Nazioni dell'Asia sud-orientale") è un'associazione geo-politica di dieci nazioni asiatiche formatasi l'8 agosto 1967 da Indonesia, Malaysia, Filippine, Singapore e Thailandia per mostrare solidarietà nei confronti dell'espansione del comunismo in Vietnam e i moti di rivolta scoppiati all'interno dei suoi territori. I suoi obiettivi comprendono l'accelerazione della crescita economica, il progresso sociale, lo sviluppo culturale tra i suoi membri, e la promozione della pace regionale.

### L'Organizzazione della cooperazione di Shanghai
L'Organizzazione della cooperazione di Shanghai è un'associazione intergovernativa fondata il 14 giugno 2001 dai leader della Repubblica Popolare Cinese, della Russia e di Kazakistan, Kirghizistan, Tagikistan e Uzbekistan. Fatta eccezione per l'Uzbekistan, queste nazioni hanno fatto parte in passato dello Shanghai Five e l'inclusione dell'Uzbekistan ha fatto sì che l'intera organizzazione fosse rinominata.

### L'Unione delle nazioni sudamericane
L'Unione delle nazioni sudamericane è stata fondata nel 2006-2008 sul modello dell'Unione europea. Essa comprende tutti gli stati indipendenti dell'America del Sud tra i quali troviamo Argentina, Bolivia, Brasile, Cile, Colombia, Ecuador, Guyana, Paraguay, Perù, Suriname, Uruguay, e Venezuela.